# La dottoressa di campagna
La dottoressa di campagna è un film del 1981 diretto da Mario Bianchi. 
Il regista realizzò con la Cine80 quattro film gemelli, tutti del genere commedia pornosoft, con lo stesso cast tecnico e parte del cast artistico. Gli altri titoli sono L'infermiera di campagna, Chiamate 6969: taxi per signora e Funny Frankenstein.

## Trama
In un paesino giunge una splendida dottoressa: tutti i maschi fanno a gara per sottoporsi a ripetute visite, pur di riuscire a conoscere meglio la bella donna. Il sindaco del paesino approfittando della bella "esca" vorrebbe dare una lezione al playboy Gustavo, che tempo addietro aveva fatto becchi tutti i mariti del paese.